# Наполеонівські війни
Наполео́нівські ві́йни (1799—1815) — серія з кількох воєн, проведених антифранцузькими коаліціями у період Консульства (1799—1804) й імперії Наполеона (1804—1814, 1815).
Найпершою метою війн було прагнення Наполеона завдати повної поразки Великій Британії та усунути її як політичного та економічного суперника Франції. Виступивши проти коаліції європейських країн (Австрійської імперії, Великої Британії, Російської імперії, Швеція і Прусського королівства), Наполеон одержав перемоги біля Аустерліца (1805), Єни (1806), Ейлау і Фрідланда (1807), але не зміг ефективно воювати проти Великої Британії після поразки в морському бою біля Трафальгара. Його війська воювали в Іспанії з 1808, коли Наполеон втрутився у династичні чвари іспанських Бурбонів. Поразка в Росії і в Битві під Лейпцигом, призвела до полону Наполеона і заслання його на острів Ельба. 1815 року Наполеон повернувся до Французької імперії, почав новий виступ проти сил коаліції, що завершилося повною поразкою Франції біля Ватерлоо.

## Передумови війни
Наполеон Бонапарт скористався здобутками Французької революції. Після перевороту 18—19 брюмера VIII року (9 листопада 1799), він, як перший консул очолив Французьку республіку. Цей переворот знаменував собою остаточне закінчення революції. Наполеон провадив політику, спрямовану на централізацію влади та концентрацію її у власних руках. Для цього за Кодексом Наполеона було створено складний бюрократичний апарат, головним завданням якого було виконання волі першого консула.

## Хід війни

### Розгром Третьої коаліції
Занепокоєний бурхливою підготовкою плану Наполеона щодо висадки на Британських островах, Кабінет міністрів Великої Британії розгорнув активну діяльність щодо підготовки сильної антифранцузької коаліції на континенті. До 1805 року вдалось створити третю антифранцузьку коаліцію в складі Великої Британії, Австрійської імперії та Російської імперії. Велика Британія мала фінансувати дії союзників, а Австрійська імперія та Російська імперія — виставляти свої війська на полях битв. Для цього союзники розробили грандіозний план розгрому Французької імперії. На півночі Європи, проти Данії-Норвегії мала діяти 100 тис. російсько-британська армія. У Центральній Європі, проти Баварського курфюрства та прирейнських союзників Наполеона — 80 тис. австрійська армія Макка, на допомогу якій з Російської імперії рухалась 45 тис. армія Кутузова. В Північній Італії мала діяти 100 тис. австрійська армія ерцгерцога Карла-Людвіга-Іоганна, яка мала очистити від французів Ломбардію та розвинути наступ на південну частину Французької імперії. Одночасно з цими арміями у Кампанії висаджувалась 36 тис. армія прихильників неаполітанських Бурбонів, що рухаючись на північ вийшла б на з'єднання з австрійцями ерцгерцога Карла-Людвіга-Іоганна. І нарешті у Центрі Європи між силами К. Макка та ерцгерцога Карла мала діяти 25 тис. армія ерцгерцога Баптіста Йосифа Іоганна, який мав допомогти одному з них в разі потреби. Однак оскільки британці не виступили на жодному напрямку, а Бурбони не змогли зібрати достатніх сил, то основними силами коаліції залишались австрійська та російська армії.

### Четверта коаліція
Розбивши Австрію та Росію, Наполеон тепер не брав у розрахунок і Пруссію. Так, віддавши їй Ганновер, він потім вирішив знову відібрати його. Пересуваючи війська через Пруссію, він не зважав за потрібне питати дозволу в уряду — тобто поводив себе за правом переможця. Зрозумівши, що Пруссії загрожує окупація, берлінський двір вступив у союз із Росією та Англією. У вересні 1806 р. ці держави разом зі Швецією утворили четверту коаліцію.
Прагнучи не допустити об´єднання сил своїх противників, Наполеон вирішив розгромити Пруссію. Тим часом половина прусської армії була розкидана по десяткам гарнізонів. Прусські генерали зневажали досвід ведення війн наполеонівськими військами. Організація й тактика прусської армії були вкрай відсталими. В армії панували муштра та дідовщина.
14 жовтня 1806 р. Наполеон зненацька атакував і розбив частину прусської армії під Ієною, того ж дня його маршал Даву розгромив головні сили прусаків під Ауерштадтом. У Пруссії спалахнула жахлива паніка. Гарнізони здавалися один за одним без жодного пострілу. Армія Наполеона вступила у Берлін. Пруссія приєдналася до континентальної блокади. Ця блокада втягувала Францію до безмежного поширення боротьби за світове панування, оскільки без забезпечення участі в блокаді всіх країн Європи не можна було досягнути придушення Англії економічними засобами. Ще важче було покласти край контрабандній торгівлі з Англією, котра велася повсюди, навіть у Франції. Важко було також припинити нейтральну торгівлю англійськими товарами. У 1807 р. Наполеон наказав конфісковувати нейтральні судна, які заходили до англійських портів та колоній. Англія зі свого боку оголосила блокаду портів Франції та її союзників. Англійський флот перехоплював нейтральні судна, які йшли з товарами до Франції.
Наполеон, розбивши Пруссію, рушив свої війська проти російської армії, яка стояла у східній Пруссії. 7 лютого 1807 р. біля Прейсіш-Ейлау відбулася запекла битва. Обидві армії зазнали тяжких втрат, але росіяни вистояли. Вперше Наполеонові не вдалося добитися рішучої перемоги. Проте 14 липня 1807 р. він усе ж таки розбив російську армію біля Фридланду. Становище Росії швидко погіршувалося. До того ж, починаючи з 1804 р. вона перебувала у війні з Персією, а з 1806 р. почалася російсько-турецька війна. Не маючи союзників і не отримуючи допомоги від Англії, російський уряд вирішив змінити політичний курс і вступити в союз із Наполеоном. Але Франція також була виснажена. Сил для продовження війни з Росією не вистачало. Австрія вичікувала слушного моменту для війни-реваншу з Францією. За таких умов імператори Олександр І і Наполеон розпочали мирні переговори. Побачення імператорів відбулося в Тильзиті і 7 липня 1807 р. держави уклали угоду про мир та союз. Франція, таким чином, отримала свободу дій у Європі. По наполяганню Олександра І Наполеон повернув Пруссії частину земель на схід від Ельби. Білостоцький округ відійшов до Росії. Польські землі були відібрані у Пруссії, утворивши герцогство Варшавське. Росія за угодою мала приєднатися до континентальної блокади проти Британії.

### Вторгнення Наполеона на Піренейський півострів
У 1807 р. за підтримки Іспанії Бонапарт зажадав від Португалії, щоб вона приєдналася до континентальної блокади проти Великої Британії. В Лісабоні не погоджувалися на це, тому між Наполеоном й Іспанією була підписана угода про завоювання й розподіл Португалії з її колоніями. Влада Іспанії погодилася на прохід до Португалії французької армії. Однак на боці Португалії виступила Британія, що ввела свої війська на територію цієї країни, і вторгнення французів було відбито. У 1808 р. французькі війська вдерлись в Іспанію. Наполеон призначив королем свого брата Жозефа. Однак в Іспанії почалася визвольна війна, яку підтримала Британія. Франція була змушена послати в цю країну війська. І бойові дії там не вщухають до самого скинення Наполеона в 1814 році.

### Російсько-шведська війна
Прагнучи змусити Швецію приєднатись до континентальної блокади, Російська Імперія під тиском Наполеона Бонапарта звернулась до Швеції з вимогою закрити балтійські порти для Великої Британії, на що отримала відмову короля Густава IV Адольфа, який розраховував на британську допомогу у війні з Росією, Францією та Данією. У відповідь 21 лютого 1808 року без оголошення війни російські війська перейшли шведський кордон і 1 березня зайняли Гельсінгфорс, а 7 березня — Тавастехус (нині — Гямеенлінна) на півдні Фінляндії.
Формально війна була оголошена Росією лише 16 березня, коли шведський король наказав заарештувати все російське посольство у Стокгольмі, але на цей час шведи вже втратили стратегічно важливий острів Готланд у Балтиці, за кілька днів — Аландські острови, фортецю Свартхольм і мис Гангут (нині — Ганко) на узбережжі Фінської затоки, а 22 березня — головне фінське місто Або (нині — Турку).
Невдала війна з Наполеоном та його союзниками, неврожай 1808 року, що став причиною економічної кризи, і вперта відмова Густава IV скликати парламент для вирішення нагальних внутрішніх і зовнішніх проблем привели до політичної кризи і 13 березня 1809 року він був арештований та усунутий від влади групою офіцерів-заколотників.
Новий король Карл XIII був змушений 17 вересня укласти з Росією мирний договір, яким Швеція підтверджувала втрату Фінляндії (шести шведських провінцій), Аландських островів і частини Вестро-Ботнії.

### Розгром п'ятої коаліції
У 1809 р. Австрія й Велика Британія уклали союз і створили п'яту антифранцузьку коаліцію, але Наполеону вдалося завдати поразки австрійській армії, а Велика Британія не змогла їй допомогти. Французи розгромили австрійців у битвах під Асперном (22 травня 1809 р.) і Ваграмом (5 липня 1809 р.), зайняли Відень. У жовтні 1809 р. між Францією й Австрією був підписаний Шенбрунський мирний договір. Австрія втрачала величезну територію й вихід до Адріатичного моря й зобов'язувалася приєднатися до континентальної блокади, обмежити свою армію до 150 тис. чоловік, сплатити Франції контрибуцію.

### Наслідки походу в Москву
У 1808—1811 Французька імперія досягла піку своєї могутності. Але на шляху до повного панування в Європі стояли Велика Британія та Російська імперія. Якщо вторгненню до Британських островів заважали Військово-морські сили Великої Британії, які уже продемонстрували свою могутність у Трафальгарській битві, то шлях до Російської імперії був відкритий.
Між тим відносини між Французькою та Російською імперіями загострювалися. Континентальна блокада, у якій Російська імперія брала участь за умовами Тільзитського миру, була їй невигідна і тому часто порушувалася. Каменем спотикання між двома імперіями стало «польське питання». Із захоплених на західному кордоні Російської імперії земель Наполеон створив Герцогство Варшавське, де діяла конституція, яка звільнила селян від кріпацтва. Це становило загрозу для Російської імперії, і Олександр І підписав таємний договір із Королівством Пруссія про спільний напад на Герцогство Варшавське. У відповідь на це Наполеон ввів до польських земель свої війська. Крім того, Французька імперія підштовхувала Османську імперію та Персію до війни з Російською імперією.
Для вторгнення в Російську імперію Наполеон зібрав армію з понад 600 тис. осіб, половина з яких були представниками підкорених земель.
Російська імперія також мала величезну армію у 900 тис. осіб, проте вони розташовувалися у різних частинах держави — на Кавказі, у Криму, Фінляндії, Молдавії. Таким чином, на західному кордоні проти військ Наполеона було зосереджено близько 240 тис. осіб, розподілених на три армії, які прикривали основні напрямки. На петербурзькому напрямку — 1-ша армія генерала М. Барклая-де-Толлі, на московському — 2-га армія генерала П. Багратіона і на київському напрямку — 3-тя армія генерала О. Тормасова.
24 червня 1812, без оголошення війни, Наполеон напав на Російську імперію, розраховуючи розбити російську імператорську армію в одній генеральній битві.
1-ша та 2-га російські армії почали відступати і в серпні з'єдналися під Смоленськом, де відбулася перша велика битва — Смоленська. Російська імператорська армія продовжувала відступати, що викликало незадоволення серед населення, і Олександр І призначив головнокомандувачем російською армією М. Кутузова.
Генеральна битва відбулася 7 вересня 1812 під Бородіном. Битва була запеклою, проте жодна зі сторін не здобула перемоги. Французи втратили близько 35 тис. осіб убитими (25 % військ). Російська імператорська армія втратила близько 40 тис. осіб, але зберегла боєздатність.
Наступного дня М. Кутузов вирішив не продовжувати битву і відступив, а після Воєнної ради у Філях російська імператорська армія залишила Москву.
Армія Наполеона вступила в Москву. У місті почалися грабежі, а через деякий час спалахнула пожежа, яка знищила більшу частину міста, зокрема продовольчі склади. Французькі війська опинилися на межі голоду. Наполеон запропонував Олександру І переговори, проте російський імператор відмовився. Французький імператор був змушений ухвалити рішення про відступ. Спроба французької армії рушити неспустошеними шляхами завершилася невдачею, у битві під Малоярославцем російські війська зупинили французів. Армія Наполеона змушена була відступати Смоленською дорогою, яку вони вже розорили. Поступово відступ перетворився на панічну втечу. У Російській імперії розгорнувся партизанський рух, почалася сувора зима, французька армія танула на очах. Наполеон, дізнавшись про заколот у Парижі, залишив армію і вирушив до Французької імперії. Через деякий час близько 20 тис. осіб, залишки «Великої армії» імператора Наполеона, переправилися через річку Німан. Російський похід закінчився повною поразкою.

## Битва під Ватерлоо

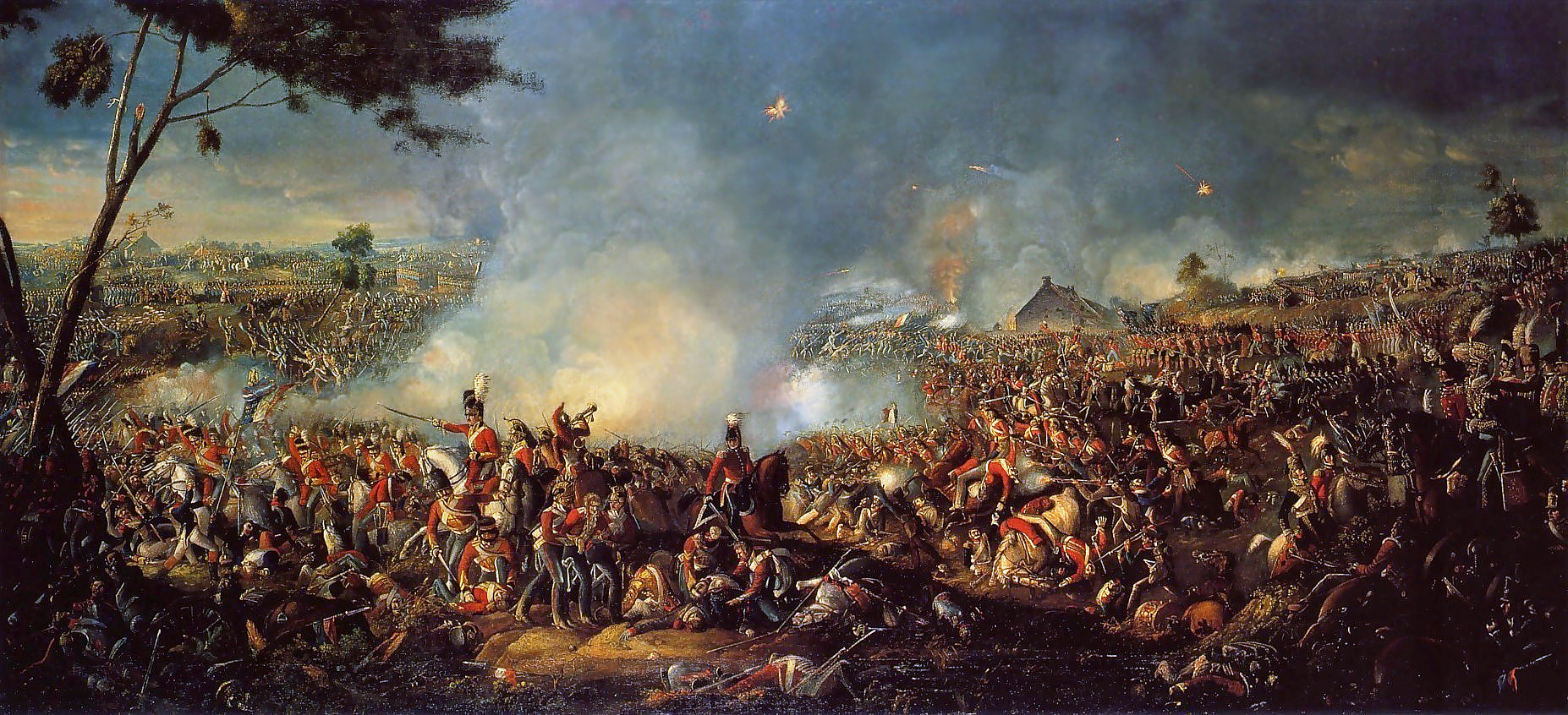
Битва під Ватерлоо

Повернення Наполеона з острова Ельба під час так званих Ста днів виявилось його останньою спробою стати на чолі Франції. Першим кроком після повернення стало відновлення Імперії, а отже і її армії.
1815 на плато Мон-Сен-Жан, недалеко від Брюсселя, у битві під Ватерлоо Наполеон Бонапарт зазнав остаточної поразки від об'єднаних британсько-нідерландських та прусських військ, якими керували відповідно Веллінгтон та Блюхер. Повернувшись до Парижа, Імператор Французький підписав акт зречення та здався на милість британців. Попри його прохання перевезти його до США, британський уряд вирішив заслати його, як почесного полоненого на острів Святої Єлени. Таким чином битва під Ватерлоо поставила остаточну крапку в ході Наполеонівських війн.